# Pittsford (Vermont)
Pittsford es un pueblo ubicado en el condado de Rutland en el estado estadounidense de Vermont. En el año 2010 tenía una población de 2 991 habitantes y una densidad poblacional de 26,5 personas por km².

## Geografía
Pittsford se encuentra ubicado en las coordenadas 43°42′18″N 73°1′15″O / 43.70500, -73.02083.

## Demografía
Según la Oficina del Censo en 2000 los ingresos medios por hogar en la localidad eran de $40,027 y los ingresos medios por familia eran $44,079. Los hombres tenían unos ingresos medios de $34,769 frente a los $24,342 para las mujeres. La renta per cápita para la localidad era de $19,271. Alrededor del 9% de la población estaban por debajo del umbral de pobreza.